# Prix Ève-Delacroix
Le prix Ève-Delacroix est un des prix de l'Académie française.
C'est un prix annuel fondé en 1956 par la fondation Ève Delacroix et destiné « à l’auteur d’un ouvrage (essai ou roman) alliant à des qualités littéraires le sens de la dignité de l’homme et des responsabilités de l’écrivain ».

## Liste des lauréats
Source

### Années 1950
- 1956 - Georges Bordonove, Pavane pour un enfant et Les Armes à la main[3]
- 1958 - Louis Leprince-Ringuet[4]

### Années 1960
- 1960 - 
  - Jean Guéhenno
  - Jean Larteguy, Les Centurions[5]
- 1961 - Denis de Rougemont, Comme toi-même[6]
- 1962 - Lionel Terray, Les Conquérants de l'inutile[7]
- 1963 - Suzanne Lilar, Le Couple[8]
- 1964 : Pierre-Henri Simon, Histoire d'un bonheur[9]
- 1969 - Paul Bonnecarrère, Par le sang versé[10]

### Années 1970
- 1970 - Jean Guitton, Profils parallèles
- 1974 - Jean Bernard, Grandeurs et tentations de la médecine[11]
- 1977 - Yves Bertho, Ingrid
- 1978 - Jean Lods, La part de l’eau
- 1979 - Philippe Beaussant, Le Biographe

### Années 1980
- 1980 - Florence Delay, L’Insuccès de la fête
- 1981 - non attribué
- 1982  - Georges Suffert, Un royaume pour une tombe
- 1983  - Paul Savatier, Le Photographe
- 1984 - Louis Nucera, Le kiosque à musique
- 1985 - Roger Chapelain-Midy, Comme le sable entre les doigts
- 1986  - Michel Breitman, Le témoin de poussière
- 1987  - Philippe Seringe, Les symboles dans l’art, dans les religions et dans la vie de tous les jours
- 1988  - Roger d'Amécourt, Le mariage de Mademoiselle de la Verne
- 1989  - Édouard Georges Mac-Avoy, Le plus clair de mon temps

### Années 1990
- 1990  - Jean-Marc Varaut, Poètes en prison
- 1991  - Hugues de Montalembert, À perte de vue
- 1992  - Christian Combaz, Bal dans la maison du pendu, et l’ensemble de son œuvre romanesque
- 1993  - Patrick Érouart-Siad, Océanie
- 1994  - Jean Schmitt, Mes dix mille plus belles années
- 1995  - Hélène Guisan-Démétriadès, La Tierce présence
- 1996 - Philippe Le Guillou, Livres des guerriers d’or et Robert Rousse, Lumière sur la voie (médaille de bronze)
- 1997 - Claude Kayat, L’Armurier et Claude Pichois, Auguste Poulet-Malassis, l’éditeur de Baudelaire (médaille d’argent)
- 1998 - Maurice Herzog, L’Autre Annapurna
- 1999 - Marcel Gauchet, La Religion dans la démocratie. Parcours de la laïcité et Abdallah Laroui, Islam et Histoire

### Années 2000
- 2000 - Roger Bichelberger, Celle qui gardait toute chose en son cœur et Véronique Gély-Ghédira, La Nostalgie du moi (médaille d’argent)
- 2001 - Marcel Schneider, Les Gardiens du secret
- 2002 - Julie Wolkenstein, Colloque sentimental
- 2003 - André Burgos, Les cours d’adultes de Pierre Sacreste, instituteur de la IIIe République (médaille d’argent) et Jean-Paul Mulot, Le Prince qui voulait être jardinier, Charles-Joseph de Ligne
- 2004 - Jacqueline Duchêne, Place Royale
- 2005 - Roger Kempf, L’indiscrétion des frères Goncourt
- 2006 - Jean-Paul Sermain, Le Conte de fées du classicisme aux Lumières
- 2007 - Eugène Ébodé, Silikani (médaille d’argent) et Jacqueline Risset, Traduction et mémoire poétique
- 2008 - Sara Yalda, Regard persan
- 2009 - Stéphane Hoffmann, Des garçons qui tremblent et Arnaud Teyssier, Charles Péguy. Une humanité française (médaille d’argent)

### Années 2010
- 2010 - Étienne de Montety, L’Article de la mort (médaille d’argent) et Eugène Green, La Bataille de Roncevaux
- 2011 - Michel Meulders, William James (médaille d’argent) et Olivia Rosenthal, Que font les rennes après Noël ?
- 2012 - Ali Magoudi, Un sujet français  et Gang Peng, Artiste du peuple (médaille d’argent)
- 2013 - Michèle Audin, Une vie brève
- 2014 - Marcel Cohen, Sur la scène intérieure. Faits
- 2016 - Gilles Thomas, Les catacombes. Histoire du Paris souterrain
- 2018 - Camille Laurens, La Petite Danseuse de quatorze ans

### Années 2020
- 2020 - Léonor de Récondo, La Leçon de ténèbres
- 2022 - Brigitte Adès, Les Voix de la forêt
- 2024 - Isabelle Sorente, L’Instruction